# Краличек, Пётр Иванович
Пётр Иванович Краличек (1917 — 21 июня 1993) — передовик советского сельского хозяйства, комбайнёр Чехоградской МТС Мелитопольского района Запорожской области, Герой Социалистического Труда (1952).

## Биография
Родился в 1917 году в станице Чехоград Мелитопольского уезда Таврической губернии, в семье крестьянина. По национальности чех.
Завершил обучение в Акимовской школе механизаторов, которая расположилась в селе Акимовка Запорожской области. После войны работал комбайнёром Чехоградской МТС Мелитопольского района Запорожской области. На комбайне «Сталинец-6» в 1951 году намолотил 9203 центнера зерновых культур за 21 рабочий день.
Указом Президиума Верховного Совета СССР от 4 февраля 1952 года за достигнутые успехи в уборочную страду 1951 года Петру Ивановичу Краличеку было присвоено звание Героя Социалистического Труда с вручением ордена Ленина и медали «Серп и Молот».
Умер 21 июня 1993 года.

## Награды
За трудовые заслуги был удостоен:
- золотая звезда «Серп и Молот» (04.02.1952)
- орден Ленина (04.02.1952)
- другие медали.